# Poya (geslacht)
Poya is een geslacht van haften (Ephemeroptera) uit de familie Leptophlebiidae.

## Soorten
Het geslacht Poya omvat de volgende soorten:
- Poya brunnea